# Discographie de Deep Purple
Fondé en 1968, le groupe de hard rock Deep Purple a sorti vingt-deux deux albums studio, ainsi que de nombreux albums en concert et compilations. Sur plus de cinquante ans, il a connu neuf formations, dites « Mark ».

## Formations

### Mark I

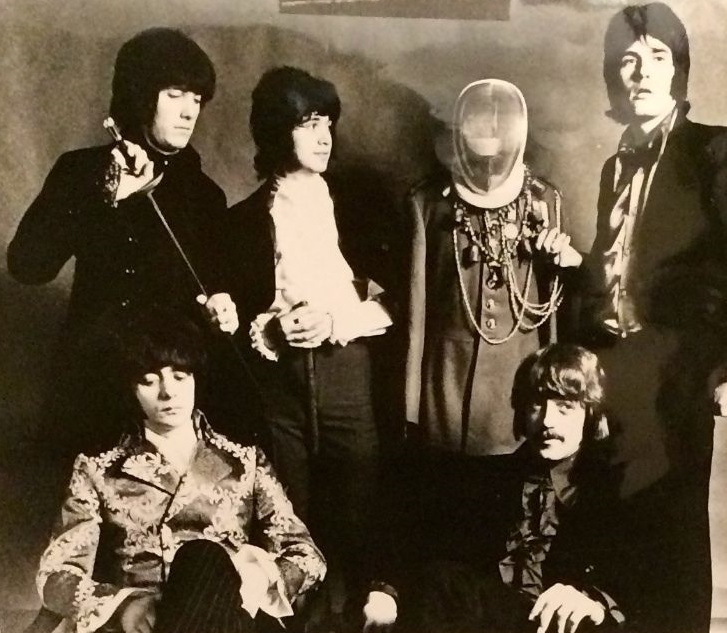

Mars 1968 - juillet 1969
- Rod Evans : chant
- Ritchie Blackmore: guitare
- Nick Simper : basse, chœurs
- Jon Lord : claviers, chœurs
- Ian Paice : batterie

### Mark II

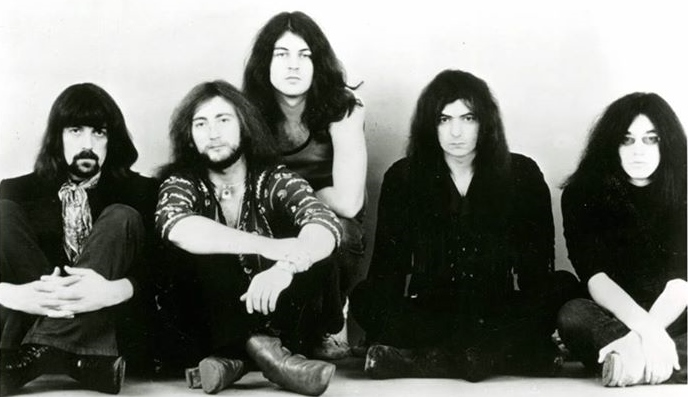

Juillet 1969 - juin 1973 / avril 1984 - mai 1989 / août 1992 - novembre 1993
- Ian Gillan : chant
- Ritchie Blackmore : guitare
- Roger Glover : basse
- Jon Lord : claviers
- Ian Paice : batterie

### Mark III

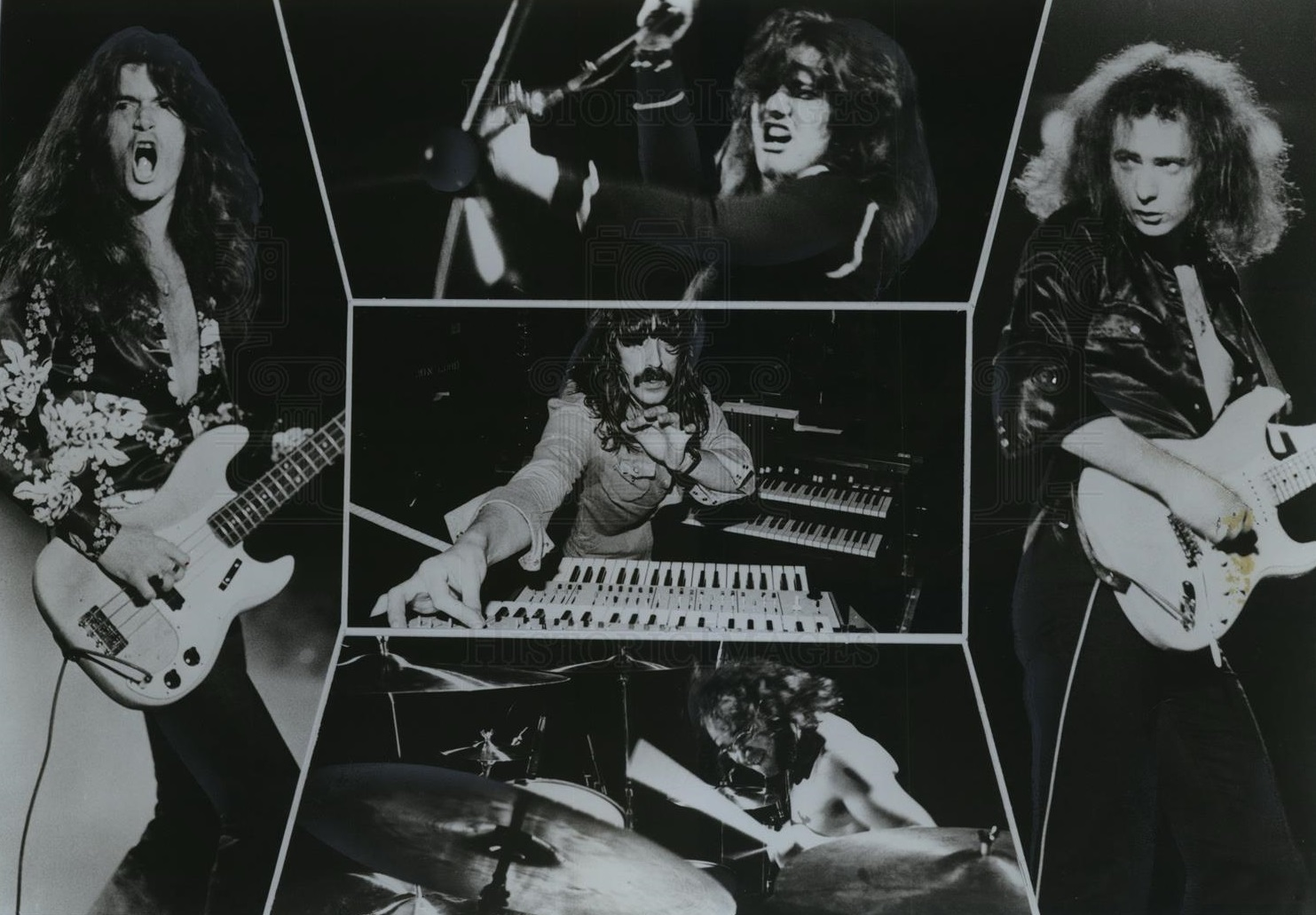

Septembre 1973 - Juin 1975
- David Coverdale : chant
- Ritchie Blackmore : guitare
- Glenn Hughes : basse et chant
- Jon Lord : claviers
- Ian Paice : batterie

### Mark IV

Juin 1975 - juillet 1976
- David Coverdale : chant
- Tommy Bolin : guitare et chant
- Glenn Hughes : basse et chant
- Jon Lord : claviers
- Ian Paice : batterie

### Mark V

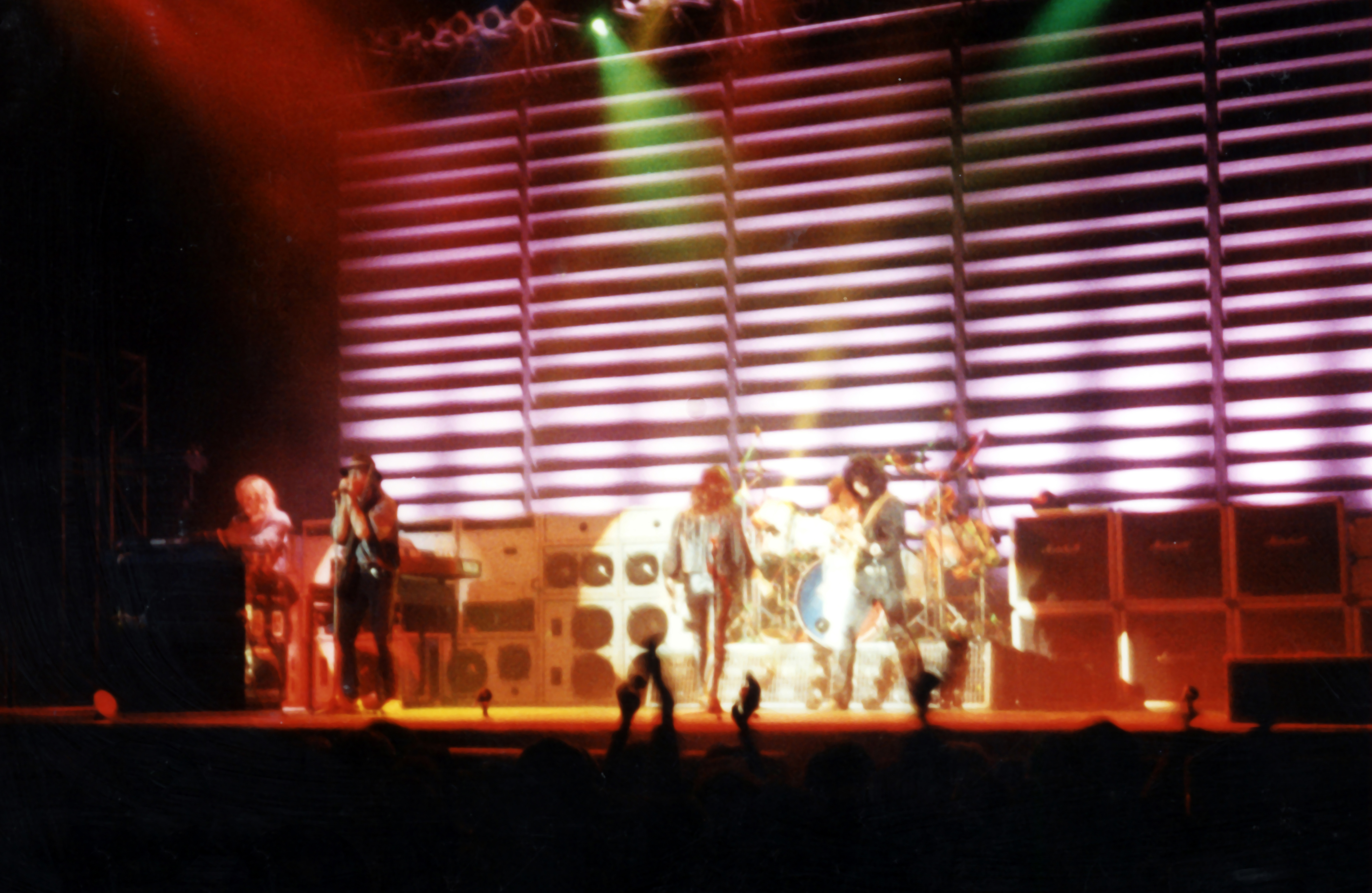

Décembre 1989 - août 1992
- Joe Lynn Turner : chant
- Ritchie Blackmore : guitare
- Roger Glover : basse
- Jon Lord : claviers
- Ian Paice : batterie

### Mark VI
Décembre 1993 - juillet 1994, uniquement en tournée
- Ian Gillan : chant
- Joe Satriani : guitare
- Roger Glover : basse
- Jon Lord : claviers
- Ian Paice : batterie

### Mark VII
Novembre 1994 - Mars 2002
- Ian Gillan : chant
- Steve Morse : guitare
- Roger Glover : basse
- Jon Lord : claviers
- Ian Paice : batterie

### Mark VIII

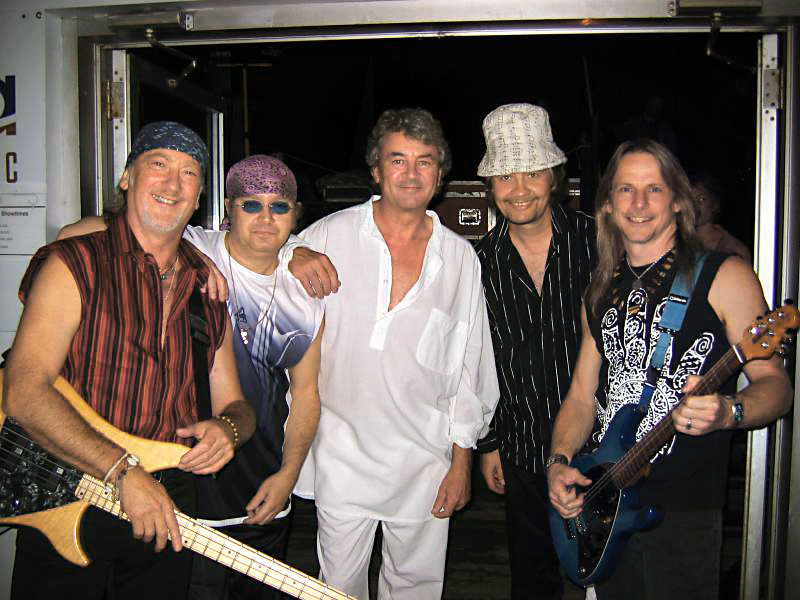

Mars 2002 – Juillet 2022
- Ian Gillan : chant
- Steve Morse : guitare
- Roger Glover : basse
- Don Airey : claviers
- Ian Paice : batterie

### Mark IX

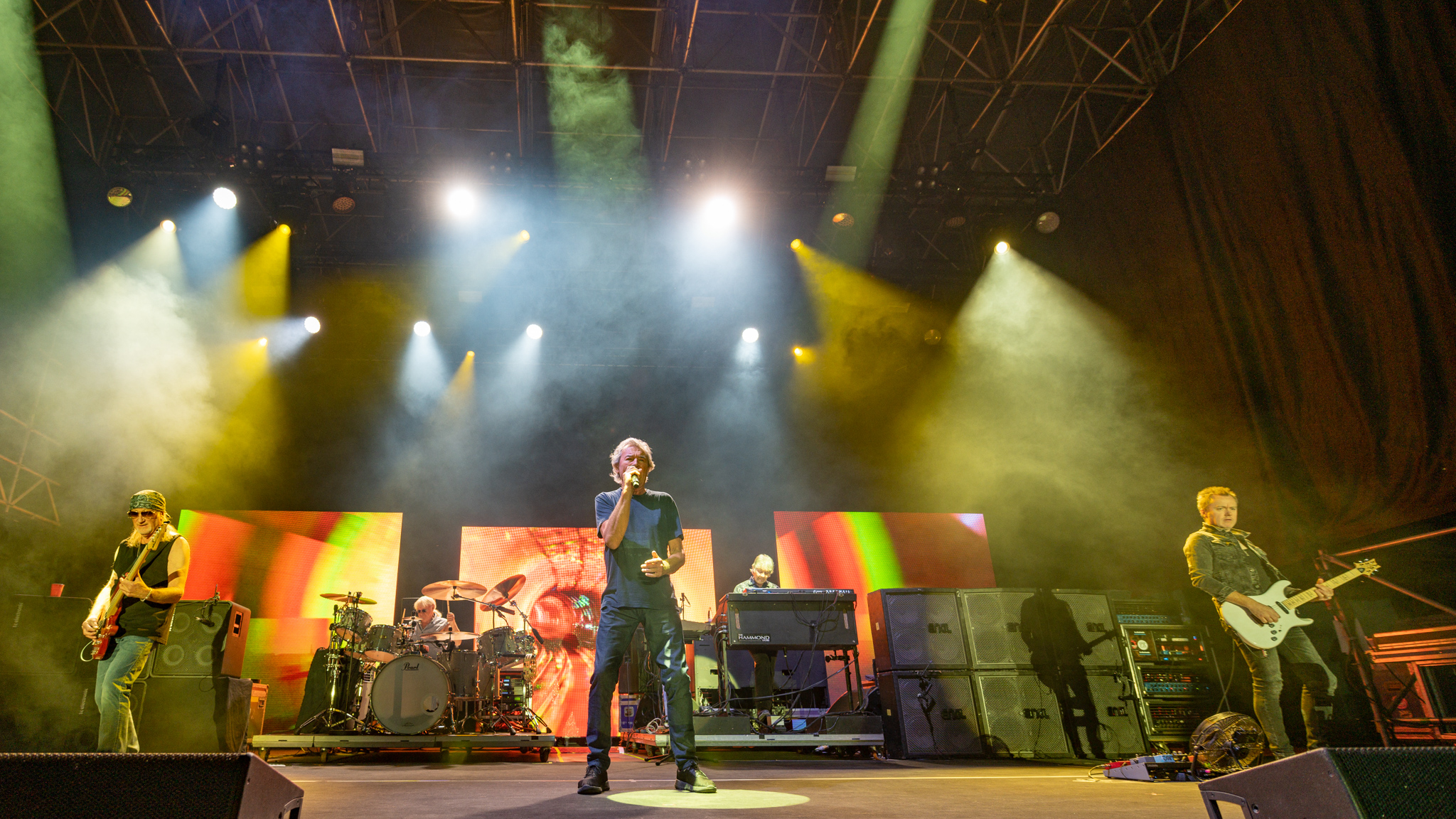

Depuis mai 2022
- Ian Gillan : chant
- Simon McBride : guitare
- Roger Glover : basse
- Don Airey : claviers
- Ian Paice : batterie

## Albums

### Albums studio
| Titre | Classements | Classements | Classements | Classements | Classements | Classements   | Classements | Classements | Classements | Classements | Classements | Classements | Classements | Classements | Classements | Certifications                 |
| Titre | USA         | UK          | ALL         | AUS         | AUT         | BEL (V)/(W) , | CA          | FIN         | FRA ,       | ITA         | NO          | NZ          | NL          | SE          | SUI         | Certifications                 |
| --- | ----------- | ----------- | ----------- | ----------- | ----------- | ------------- | ----------- | ----------- | ----------- | ----------- | ----------- | ----------- | ----------- | ----------- | ----------- | ------------------------------ |
| Shades of Deep Purple - Sortie : 11 juillet 1968 - sortie : septembre 1968 - Label: Parlophone - Formation: Mark I | 24          | —           | —           | —           | —           | — / —         | 19          | —           | —           | —           | —           | —           | —           | —           | —           | —                              |
| The Book of Taliesyn - Sortie : octobre 1968 - Sortie : juin 1969 - Label: Harvest - Formation: Mark I             | 24          | —           | —           | —           | —           | — / —         | 48          | —           | —           | —           | —           | —           | —           | —           | —           | —                              |
| Deep Purple - Sortie: 21 juin 1969 - Label: Harvest - Formation: Mark I                                            | 162         | —           | —           | —           | —           | — / —         | —           | —           | —           | —           | —           | —           | —           | —           | —           | —                              |
| In Rock - Sortie: 3 juin 1970 - Label: Harvest - Formation: Mark II                                                | 143         | 4           | 1           | 1           | —           | — / —         | —           | —           | 7           | 19          | 5           | —           | —           | 11          | 90          | Or · Or · Or · Or · Or · Or    |
| Fireball - Sortie: 9 juillet 1971 - Label: Harvest - Formation: Mark II                                            | 32          | 1           | 1           | 4           | —           | — / —         | 24          | —           | 3           | 3           | 2           | —           | 3           | 1           | —           | Or · Or                        |
| Machine Head - Sortie: 25 mars 1972 - Label: Purple - Formation: Mark II                                           | 7           | 1           | 1           | 1           | 4           | 168 / 85      | 1           | 20          | 1           | 4           | 3           | —           | 2           | 4           | —           | 2 × Platine · Or · 2 × Or · Or |
| Who Do We Think We Are - Sortie: 13 janvier 1973 - Label: Purple - Formation: Mark II                              | 15          | 4           | 3           | 2           | 2           | — / —         | 11          | —           | —           | 2           | 1           | —           | 5           | 1           | —           | Or · Or                        |
| Burn - Sortie: 15 février 1974 - Label: Purple - Formation: Mark III                                               | 9           | 3           | 1           | 5           | 1           | — / —         | 7           | —           | 4           | 3           | 1           | —           | 7           | 3           | —           | Or · Or · Or                   |
| Stormbringer - Sortie: 16 novembre 1974 - Label: Purple - Formation: Mark III                                      | 20          | 6           | 10          | —           | 4           | — / —         | 34          | —           | 5           | 5           | 2           | 18          | —           | 6           | —           | Or · Argent · Or               |
| Come Taste the Band - Sortie: 10 octobre 1975 - Label: Purple - Formation: Mark IV                                 | 43          | 19          | 29          | —           | —           | — / —         | 12          | —           | —           | 7           | 6           | 6           | 12          | 16          | —           | Argent                         |
| Perfect Strangers - Sortie: 29 octobre 1984 - Label: Polydor - Formation: Mark II                                  | 17          | 5           | 2           | —           | 5           | — / —         | 22          | 39          | 5           | 9           | 2           | 12          | 16          | 3           | 1           | Or · Platine · Platine · Or    |
| The House of Blue Light - Sortie: 12 janvier 1987 - Label: Polydor - Formation: Mark II                            | 34          | 10          | 1           | —           | 11          | — / —         | 51          | —           | —           | 15          | 2           | 25          | 11          | 1           | 3           | Or · Argent                    |
| Slaves and Masters - Sortie: 5 octobre 1990 - Formation: Mark V - Label: RCA / BMG                                 | 87          | 45          | 23          | —           | 28          | — / —         | —           | —           | —           | —           | 16          | —           | 72          | 12          | 5           | Or                             |
| The Battle Rages On - Sortie: 2 juillet 1993 - Label: BMG - Formation: Mark II                                     | 192         | 21          | 13          | —           | 9           | — / —         | —           | —           | —           | —           | 9           | —           | 39          | 8           | 7           | —                              |
| Purpendicular - Sortie: 17 février 1996 - Label: BMG - Formation: Mark VII                                         | —           | 58          | 20          | —           | 16          | — / 47        | —           | 9           | —           | —           | 30          | —           | 87          | 3           | 17          | —                              |
| Abandon - Sortie: 2 juin 1998 - Label: BMG - Formation: Mark VII                                                   | —           | 76          | 16          | —           | 25          | — / —         | —           | 14          | 65          | —           | 6           | —           | —           | 32          | 46          | —                              |
| Bananas - Sortie: 9 septembre 2003 - Label: EMI - Formation: Mark VIII                                             | —           | 85          | 3           | —           | 12          | — / 42        | —           | 6           | 50          | 13          | 19          | —           | —           | 18          | 13          | —                              |
| Rapture of the Deep - Sortie: 1er novembre 2005 - Label: Edel Music - Formation: Mark VIII                         | —           | 81          | 10          | —           | 20          | — / 64        | —           | 11          | 85          | 26          | —           | —           | —           | 22          | 16          | —                              |
| Now What?! - Sortie: 26 avril 2013 - Label: earMusic - Formation: Mark VIII                                        | 110         | 19          | 1           | —           | 1           | 33 / 14       | —           | 8           | 23          | 12          | 1           | —           | 12          | 7           | 2           | Or                             |
| Infinite - Sortie: 7 avril 2017 - Label: earMusic - Formation: Mark VIII                                           | 105         | 6           | 1           | 20          | 4           | 7 / 5         | 49          | 4           | 10          | 3           | 3           | —           | 6           | 5           | 1           | Or                             |
| Whoosh! - Sortie: 7 août 2020 - Label: earMusic - Formation: Mark VIII                                             | 161         | 4           | 1           | 13          | 1           | 7 / 1         | 4           | 1           | 8           | 6           | 3           | —           | 7           | 3           | 1           | —                              |
| Turning to Crime - Sortie: 26 novembre 2021 - Label: earMusic - Formation: Mark VIII                               | —           | 28          | 5           | —           | 5           | 29 / 22       | —           | 6           | 62          | 24          | 21          | —           | 25          | 14          | 4           | —                              |
| =1 - Sortie: 19 juillet 2024 - Label: earMusic - Formation: Mark IX                                                | —           | 12          | 1           | —           | 2           | 8 / 6         | —           | 3           | 16          | 16          | —           | —           | 8           | 1           | 1           | —                              |
| « — » indique que l'album n'entre pas dans les classements musicaux des pays ou n'y est pas publié.                |             |             |             |             |             |               |             |             |             |             |             |             |             |             |             |                                |

### Albums en concert
| Titre | Classements | Classements | Classements | Classements | Classements  | Classements | Classements | Classements | Classements | Classements | Classements | Classements | Classements | Certifications                        |
| Titre | USA         | UK          | ALL         | AUT         | BEL (V)/(W), | CA          | FRA ,       | ITA         | NO          | NZ          | NL          | SE          | SUI         | Certifications                        |
| --- | ----------- | ----------- | ----------- | ----------- | ------------ | ----------- | ----------- | ----------- | ----------- | ----------- | ----------- | ----------- | ----------- | ------------------------------------- |
| Concerto for Group and Orchestra - Sortie: 20 décembre 1969 - Enregistré: 24/09/1969 - Label: Harvest - Formation: Mark II                         | 149         | 26          | 22          | —           | — / —        | 50          | —           | —           | —           | —           | —           | —           | —           | —                                     |
| Made in Japan - Sortie: 4 décembre 1972 - Enregistré: 15, 16 & 17/08/1972 - Label: Purple Records - Formation: Mark II                             | 6           | 16          | 1           | 1           | 70 / 27      | 5           | 3           | 7           | 7           | —           | 4           | —           | 36          | Platine · Or · Platine · Or · Platine |
| Made in Europe - Sortie: 11 octobre 1976 - Enregistré: du 4 au 7/04/1975 - Label: Purple - Formation: Mark III                                     | 148         | 12          | 10          | —           | — / —        | —           | —           | 12          | —           | 32          | 25          | —           | —           | —                                     |
| Last Concert in Japan - Sortie: 16 mars 1977 - Enregistré: 15 décembre 1975 - Label: Purple - Formation: Mark IV                                   | —           | —           | —           | —           | — / —        | —           | —           | —           | —           | —           | —           | —           | —           | —                                     |
| Deep Purple in Concert - Sortie: décembre 1980 - Enregistré: 09/02/1970 & 09/03/1972 - Label: Harvest - Formation: Mark II                         | —           | 30          | —           | —           | — / —        | —           | —           | —           | —           | 44          | —           | —           | —           | —                                     |
| Live in London - Sortie: décembre 1980 - Enregistré: 22 mai 1974 - Label: Harvest - Formation: Mark III                                            | —           | 23          | —           | 74          | — / —        | —           | 182         | —           | —           | —           | —           | —           | —           | —                                     |
| Nobody's Perfect - Sortie: juin 1988 - Enregistré: 1987 & 1988 - Label: Polydor - Formation: Mark II                                               | 105         | 38          | 13          | 16          | — / —        | —           | —           | —           | 5           | —           | 44          | 5           | 16          | —                                     |
| Scandinavian Nights - Sortie: octobre 1988 - Enregistré: 12/11/1970 - Label: Connoisseur Collection - Formation: Mark II                           | —           | —           | —           | —           | — / —        | —           | 176         | —           | —           | —           | —           | —           | —           | —                                     |
| In the Absence of Pink - Sortie: avril 1991 - Enregistré: 22/06/1985 - Label: Connoisseur Collection - Formation: Mark II                          | —           | —           | —           | —           | — / —        | —           | —           | —           | —           | —           | —           | —           | —           | —                                     |
| Gemini Suite Live - Sortie: 1993 - Enregistré: 17/09/1970 - Label: RPM Records - Formation: Mark II                                                | —           | —           | —           | —           | — / —        | —           | —           | —           | —           | —           | —           | —           | —           | —                                     |
| Come Hell or High Water - Sortie: novembre 1994 - Enregistré: 16/10 et 09/11/1993 - Label: RCA / BMG - Formation: Mark II                          | —           | —           | —           | —           | — / —        | —           | —           | —           | —           | —           | —           | —           | —           | —                                     |
| KBFH Presents: Deep Purple Live - Sortie: juillet 1995 - Enregistré: 27 février 1976 - Label: KBFH - Formation: Mark IV                            | —           | —           | —           | —           | — / —        | —           | —           | —           | —           | —           | —           | —           | —           | —                                     |
| California Jamming - Sortie: 1996 - Enregistré: 6 avril 1974 - Label: EMI Premier - Formation: Mark III                                            | —           | —           | —           | —           | — / —        | —           | —           | —           | —           | —           | —           | —           | —           | —                                     |
| Mk III: The Final Concerts - Sortie: 1996 - Enregistré: avril 1975 - Label: Connoisseur Collection - Formation: Mark III                           | —           | —           | —           | —           | — / —        | —           | —           | —           | —           | —           | —           | —           | —           | —                                     |
| Live at the Olympia '96 - Sortie: 9 juin 1997 - Enregistré: 17/06/1996 - Label: Thames - Formation: Mark VII                                       | —           | 183         | 98          | —           | — / —        | —           | —           | —           | —           | —           | —           | —           | —           | —                                     |
| Total Abandon: Australia '99 - Sortie: 12 octobre 1999 - Enregistré: 20 avril 1999 - Label: Thames - Formation: Mark VII                           | —           | —           | —           | —           | — / —        | —           | —           | —           | —           | —           | —           | —           | —           | —                                     |
| Deep Purple: Extended Versions - Sortie: 2000 - Enregistré: 17 février 1976 - Label: BMG - Formation: Mark IV                                      | —           | —           | —           | —           | — / —        | —           | —           | —           | —           | —           | —           | —           | —           | —                                     |
| In Concert with The London Symphony Orchestra - Sortie: 8 février 2000 - Enregistré: 25 et 26/09/1999 - Label: Eagle Records - Formation: Mark VII | —           | —           | 32          | —           | — / —        | —           | —           | —           | —           | —           | —           | —           | —           | —                                     |
| Live at the Rotterdam Ahoy - Sortie: 2001 - Enregistré: 30/10/2000 - Label: Thames - Formation: Mark VII                                           | —           | —           | —           | —           | — / —        | —           | —           | —           | —           | —           | —           | —           | —           | —                                     |
| This Time Around: Live in Tokyo - Sortie: septembre 2001 - Enregistré: 15/12/1975 - Label: Purple - Formation: Mark IV                             | —           | —           | —           | —           | — / —        | —           | —           | —           | —           | —           | —           | —           | —           | —                                     |
| The Soundboard Series - Sortie: 2001 - Enregistré: mars 2001 - Label: Thames - Formation: Mark VII                                                 | —           | —           | —           | —           | — / —        | —           | —           | —           | —           | —           | —           | —           | —           | —                                     |
| Live in Paris 1975 - Sortie: 5 avril 2001 - Enregistré: 07/04/1975 - Label: Purple - Formation: Mark III                                           | —           | —           | —           | —           | — / —        | —           | —           | —           | —           | —           | —           | —           | —           | —                                     |
| Live at Inglewood 1968 - Sortie: 2002 - Enregistré: 18/10/1968 - Label: Purple - Formation: Mark I                                                 | —           | —           | —           | —           | — / —        | —           | —           | —           | —           | —           | —           | —           | —           | —                                     |
| Space Vol 1 & 2 - Sortie: 2004 - Enregistré: 11 juillet 1970 - Label: Purple - Formation: Mark II                                                  | —           | —           | —           | —           | — / —        | —           | —           | —           | —           | —           | —           | —           | —           | —                                     |
| Perks and Tit - Sortie: 2004 - Enregistré: 9 avril 1974 - Label: Purple - Formation: Mark III                                                      | —           | —           | —           | —           | — / —        | —           | —           | —           | —           | —           | —           | —           | —           | —                                     |
| Live in Europe 1993 - Sortie: 2006 - Enregistré: 16/10 et 09/11/1993 - Label: Sony BMG - Formation: Mark II                                        | —           | —           | —           | —           | — / —        | —           | —           | —           | —           | —           | —           | —           | —           | —                                     |
| Live at Montreux 1996 - Sortie: mai 2006 - Enregistré: 09/07/1996 et 22/07/2000 - Label: Eagles Records - Formation: Mark VII                      | —           | —           | 92          | —           | — / —        | —           | —           | —           | —           | —           | —           | —           | —           | —                                     |
| Live in Montreux 1969 - Sortie: 28 août 2006 - Enregistré: 4 octobre 1969 - Label: Purple - Formation: Mark II                                     | —           | —           | —           | —           | — / —        | —           | —           | —           | —           | —           | —           | —           | —           | —                                     |
| Live in Denmark 1972 - Sortie: 1er mars 2007 - Enregistré: 01/03/1972 - Label: Purple - Formation: Mark II                                         | —           | —           | —           | —           | 184 / 132    | —           | —           | —           | —           | —           | —           | —           | —           | —                                     |
| They All Came Down to Montreux - Sortie: 12 juin 2007 - Enregistré: 15/07/2006 - Label: Eagle Records - Formation: Mark VIII                       | —           | —           | —           | —           | — / —        | —           | —           | —           | —           | —           | —           | —           | —           | —                                     |
| Live at Long Beach 1976 - Sortie: 29 juin 2009 - Enregistré: 27/02/1976 - Label: earMusic - Formation: Mark IV                                     | —           | —           | 89          | —           | — / 89       | —           | 186         | —           | —           | —           | —           | —           | —           | —                                     |
| Phoenix Rising - Sortie: 11 mai 2011 - Enregistré: 15/12/1975 et 27/02/1996 - Label: Edel - Formation: Mark IV                                     | —           | 188         | 22          | 50          | — / —        | —           | —           | —           | 38          | —           | —           | —           | 61          | —                                     |
| Live at Montreux 2011 - Sortie: 7 novembre 2011 - Enregistré: 16/07/2011 - Label: Eagle Records - Formation: Mark VIII                             | —           | —           | 43          | —           | — / —        | —           | —           | —           | —           | —           | —           | —           | —           | —                                     |
| Perfect Strangers Live - Sortie: 2013 - Enregistré: 12/12/1984 - Label: EAgle - Formation: Mark II                                                 | —           | —           | 20          | 53          | 180 / 92     | —           | 140         | —           | —           | —           | —           | 59          | —           | —                                     |
| Live In Graz 1975 - Sortie: 12 septembre 2014 - Enregistré: 03/04/1975 - Label: earMusic - Formation: Mark III                                     | —           | —           | 47          | 8           | 104 / 60     | —           | 125         | —           | —           | —           | 88          | —           | 99          | —                                     |
| Live In Long Beach 1971 - Sortie: 27 février 2015 - Enregistré: 30/07/1971 - Label: earMusic - Formation: Mark II                                  | —           | —           | 68          | —           | 94 / 91      | —           | 166         | —           | —           | —           | 99          | —           | —           | —                                     |
| From the Setting Sun...In Wacken - Sortie: 28 août 2015 - Enregistré: 01/08/2013 - Label: earMusic - Formation: Mark VIII                          | —           | —           | 18          | 31          | 59 / 30      | —           | 188         | —           | —           | —           | 35          | —           | 44          | —                                     |
| ...To the Rising Sun In Tokyo - Sortie: 28 août 2015 - Enregistré: 12 avril 2014 - Label: earMusic - Formation: Mark VIII                          | —           | —           | 21          | 44          | 48 / 34      | —           | —           | —           | —           | —           | 46          | —           | 52          | —                                     |
| Bombay Calling - Sortie: Août 2022 - Enregistré: 8 avril 1995 - Label: earMusic - Formation: Mark VII                                              | —           | —           | 12          | 31          | 89 / 194     | —           | —           | —           | —           | —           | —           | —           | 32          |                                       |
| « — » indique que l'album n'entre pas dans les classements musicaux des pays ou n'y est pas publié.                                                |             |             |             |             |              |             |             |             |             |             |             |             |             |                                       |

### Compilations
| Titre                                                                                               | Classements | Classements | Classements | Classements | Classements  | Classements | Classements | Classements | Classements | Classements | Classements | Classements | Classements | Certifications    |
| Titre                                                                                               | USA         | UK          | DE          | AUT         | BEL (V)/(W), | CA          | FRA ,       | ITA         | NO          | NZ          | NL          | SE          | SUI         | Certifications    |
| --------------------------------------------------------------------------------------------------- | ----------- | ----------- | ----------- | ----------- | ------------ | ----------- | ----------- | ----------- | ----------- | ----------- | ----------- | ----------- | ----------- | ----------------- |
| Purple Passages - Sortie: novembre 1972 - Label: Warner Bros.                                       | 57          | —           | —           | —           | — / —        | 52          | —           | —           | —           | —           | —           | —           | —           | —                 |
| Mark I & II - Sortie: décembre 1973 - Label: Purple                                                 | —           | —           | 18          | —           | — / —        | —           | —           | —           | —           | —           | —           | —           | —           | —                 |
| 24 Carat Purple - Sortie: juillet 1975 - Label: Purple                                              | —           | 14          | 34          | 6           | — / —        | —           | —           | 18          | 14          | 35          | 4           | —           | —           | Argent            |
| Powerhouse - Sortie: décembre 1977 - Label: EMI                                                     | —           | —           | 50          | —           | — / —        | —           | —           | —           | —           | —           | —           | —           | —           | —                 |
| When We Rock, We Rock, and When We Roll, We Roll - Sortie: 21 septembre 1978 - Label: Warner Bros.  | —           | —           | —           | —           | — / —        | —           | —           | —           | —           | —           | —           | —           | —           | —                 |
| The Deep Purple Singles A's and B's - Sortie: octobre 1978 - Label: Harvest                         | —           | —           | —           | —           | — / —        | —           | —           | —           | —           | —           | —           | —           | —           | —                 |
| The Mark II Purple Singles - Sortie: avril 1979 - Label: Purple                                     | —           | 24          | —           | —           | — / —        | —           | —           | —           | —           | —           | —           | —           | —           | —                 |
| Deepest Purple - Sortie: avril 1979 - Label: Harvest                                                | 148         | 1           | —           | —           | — / —        | 78          | —           | —           | —           | —           | —           | —           | —           | Platine · Or · Or |
| Greatest Purple - Sortie: mars 1985 - Label: EMI                                                    | —           | —           | 14          | 28          | — / —        | —           | —           | —           | —           | —           | —           | —           | —           | —                 |
| The Anthology - Sortie: mai 1985 - Label: Harvest                                                   | —           | 50          | —           | —           | — / —        | —           | —           | —           | —           | 50          | —           | —           | —           | —                 |
| Smoke on the Water: The Best Of - Sortie: 9 décembre 1994 - Label: EMI                              | —           | —           | —           | —           | — / —        | —           | 20          | —           | —           | 30          | 28          | —           | —           | 2 × Or            |
| 30: Very Best of Deep Purple - Sortie: 3 novembre 1998 - Label: EMI                                 | —           | 39          | —           | —           | 92 / —       | —           | —           | —           | —           | —           | —           | 18          | —           | Or                |
| Shades 1968-1998 - Sortie: 15 mars 1999 - Label: Rhino                                              | —           | —           | —           | —           | — / —        | —           | —           | —           | —           | —           | —           | —           | —           | —                 |
| Days May Come and Days May Go - Sortie: 14 mars 2000 - Label: Purple                                | —           | —           | —           | —           | — / —        | —           | —           | —           | —           | —           | —           | —           | —           | —                 |
| The Very Best of Deep Purple - Sortie: mai 2000 - Label: Rhino                                      | —           | —           | —           | —           | — / —        | —           | 17          | 99          | —           | —           | —           | —           | —           | —                 |
| Listen, Learn, Read On (coffret 6 CD) - Sortie: 8 octobre 2002 - Label: EMI                         | —           | —           | —           | —           | — / —        | —           | —           | —           | —           | —           | —           | —           | —           | —                 |
| Winning Combinations: Deep Purple and Rainbow - Sortie: 17 juin 2003 - Label: Universal             | —           | —           | —           | —           | — / —        | —           | —           | —           | —           | —           | —           | —           | —           | —                 |
| The Early Years - Sortie: 1er mars 2004 - Label: EMI                                                | —           | —           | —           | —           | — / —        | —           | —           | —           | —           | —           | —           | —           | —           | —                 |
| Deep Purple Forever - Sortie: 15 mars 2005 - Label: EMI                                             | —           | —           | —           | —           | — / —        | —           | —           | —           | —           | 31          | —           | 19          | —           | —                 |
| The Platinum Collection - Sortie: 21 mars 2005 - Label: EMI                                         | —           | 39          | —           | 63          | — / 67       | —           | —           | 13          | 38          | 32          | —           | —           | 89          | —                 |
| The Vinyl Collection Coffret 7 Vinyl - Sortie: 29 janvier 2016 - Label: Universal                   | —           | —           | —           | —           | — / —        | —           | —           | —           | —           | —           | —           | —           | —           | —                 |
| A Fire in the Sky - Sortie: 15 septembre 2017 - Label: Rhino                                        | —           | —           | —           | —           | 98 / 120     | —           | —           | —           | —           | —           | —           | —           | 100         | —                 |
| « — » indique que l'album n'entre pas dans les classements musicaux des pays ou n'y est pas publié. |             |             |             |             |              |             |             |             |             |             |             |             |             |                   |

## Extended Play (EP)
| Titre                                                | Classement |
| Titre                                                | [ 49 ]     |
| ---------------------------------------------------- | ---------- |
| New Live & Rare - Sortie: 1977 - Label: Purple       | 31         |
| New Live & Rare Vol 2 - Sortie: 1978 - Label: Purple | —          |
| New Live & Rare Vol 3 - Sortie: 1980 - Label: Purple | 48         |

## Singles
| Année                                                                                               | Single                                  | Position dans les chartes | Position dans les chartes | Position dans les chartes | Position dans les chartes | Position dans les chartes | Position dans les chartes | Position dans les chartes | Position dans les chartes | Position dans les chartes | Position dans les chartes | Position dans les chartes | Album                   |
| Année                                                                                               | Single                                  | USA Hot 100               | USA MRT                   | R-U                       | ALL                       | AUS                       | AUT                       | BEL (V)/(W),              | CAN                       | FRA                       | NL                        | SUI                       | Album                   |
| --------------------------------------------------------------------------------------------------- | --------------------------------------- | ------------------------- | ------------------------- | ------------------------- | ------------------------- | ------------------------- | ------------------------- | ------------------------- | ------------------------- | ------------------------- | ------------------------- | ------------------------- | ----------------------- |
| 1968                                                                                                | Hush                                    | 4                         | —                         | —                         | —                         | 27                        | —                         | — / —                     | 2                         | —                         | —                         | 7                         | Shades of Deep Purple   |
| 1968                                                                                                | Kentucky Woman                          | 38                        | —                         | —                         | —                         | 27                        | —                         | — / —                     | 21                        | —                         | —                         | —                         | The Book of Taliesyn    |
| 1969                                                                                                | River Deep, Mountain High               | 53                        | —                         | —                         | —                         | —                         | —                         | — / —                     | 42                        | —                         | —                         | —                         | The Book of Taliesyn    |
| 1969                                                                                                | Emmaretta                               | —                         | —                         | —                         | —                         | —                         | —                         | — / —                     | 83                        | —                         | —                         | —                         | non- album single       |
| 1969                                                                                                | Hallelujah                              | —                         | —                         | —                         | —                         | —                         | 16                        | — / —                     | —                         | —                         | —                         | —                         | non- album single       |
| 1970                                                                                                | Black Night                             | 66                        | —                         | 2                         | 2                         | 13                        | —                         | 6 / 1                     | 67                        | 7                         | 8                         | 1                         | non- album single       |
| 1970                                                                                                | Speed King                              | —                         | —                         | —                         | 38                        | —                         | —                         | — / —                     | —                         | —                         | —                         | —                         | In Rock                 |
| 1970                                                                                                | Child in Time                           | —                         | —                         | —                         | —                         | —                         | —                         | 26 / —                    | —                         | —                         | 10                        | —                         | In Rock                 |
| 1971                                                                                                | Strange Kind of Woman                   | —                         | —                         | 8                         | 8                         | 26                        | 14                        | — / 27                    | —                         | 53                        | —                         | —                         | non-album single        |
| 1971                                                                                                | Fireball                                | —                         | —                         | 15                        | 19                        | —                         | —                         | — / —                     | —                         | —                         | 24                        | —                         | Fireball                |
| 1972                                                                                                | Never Before                            | —                         | —                         | 35                        | 20                        | —                         | —                         | — / 45                    | —                         | —                         | —                         | 4                         | Machine Head            |
| 1973                                                                                                | Smoke on the Water                      | 4                         | —                         | 21                        | 20                        | —                         | 11                        | 27 / 33                   | 2                         | 64                        | 11                        | —                         | Machine Head            |
| 1973                                                                                                | Woman from Tokyo                        | 60                        | —                         | —                         | 16                        | —                         | —                         | 23 / —                    | 55                        | 48                        | 6                         | —                         | Who Do We Think We Are  |
| 1974                                                                                                | Might Just Take Your Life               | 91                        | —                         | —                         | —                         | —                         | —                         | — / —                     | 84                        | —                         | —                         | —                         | Burn                    |
| 1974                                                                                                | Stormbringer                            | —                         | —                         | —                         | —                         | —                         | —                         | — / —                     | —                         | —                         | —                         | —                         | Stormbringer            |
| 1974                                                                                                | Lady Double Dealer                      | —                         | —                         | —                         | —                         | —                         | — / —                     | —                         | —                         | —                         | —                         |                           | Stormbringer            |
| 1974                                                                                                | You Can't Do It Right                   | —                         | —                         | —                         | —                         | —                         | —                         | — / —                     | —                         | —                         | —                         | —                         | Stormbringer            |
| 1976                                                                                                | You Keep On Moving                      | —                         | —                         | —                         | —                         | —                         | —                         | — / —                     | —                         | —                         | —                         | —                         | Come Taste the Band     |
| 1976                                                                                                | Gettin' Tighter                         | —                         | —                         | —                         | —                         | —                         | —                         | — / —                     | —                         | —                         | —                         | —                         | Come Taste the Band     |
| 1980                                                                                                | Black Night                             | —                         | —                         | 43                        | —                         | —                         | —                         | — / —                     | —                         | —                         | —                         | —                         | Non album single        |
| 1984                                                                                                | Perfect Strangers                       | —                         | 12                        | 48                        | —                         | —                         | —                         | — / —                     | —                         | 45                        | —                         | —                         | Perfect Strangers       |
| 1985                                                                                                | Knocking at Your Back Door              | 61                        | 7                         | 68                        | —                         | —                         | —                         | — / —                     | —                         | —                         | —                         | —                         | Perfect Strangers       |
| 1985                                                                                                | Nobody's Home                           | —                         | 20                        | —                         | —                         | —                         | —                         | — / —                     | —                         | —                         | —                         | —                         | Perfect Strangers       |
| 1987                                                                                                | Bad Attitude                            | —                         | 14                        | —                         | —                         | —                         | —                         | — / —                     | —                         | —                         | —                         | —                         | The House of Blue Light |
| 1987                                                                                                | Call of the Wild                        | —                         | 14                        | —                         | —                         | —                         | —                         | — / —                     | —                         | —                         | 93                        | —                         | The House of Blue Light |
| 1988                                                                                                | Hush                                    | —                         | —                         | 62                        | —                         | —                         | —                         | — / —                     | —                         | —                         | —                         | —                         | non album single        |
| 1990                                                                                                | King of Dreams                          | —                         | 6                         | 70                        | —                         | —                         | —                         | — / —                     | 59                        | —                         | —                         | —                         | Slaves and Masters      |
| 1991                                                                                                | Love Conquers All                       | —                         | —                         | 57                        | —                         | —                         | —                         | — / —                     | —                         | —                         | —                         | —                         | Slaves and Masters      |
| 1991                                                                                                | Fire in the Basement                    | —                         | 20                        | —                         | —                         | —                         | —                         | — / —                     | —                         | —                         | —                         | —                         | Slaves and Masters      |
| 1993                                                                                                | The Battle Rages On                     | —                         | 22                        | —                         | —                         | —                         | —                         | — / —                     | —                         | —                         | —                         | —                         | The Battle Rages On     |
| 1996                                                                                                | Sometimes I Feel Like Screaming         | —                         | —                         | —                         | —                         | —                         | —                         | — / —                     | —                         | —                         | —                         | —                         | Purpendicular           |
| 1996                                                                                                | Aviator                                 | —                         | —                         | —                         | —                         | —                         | —                         | — / —                     | —                         | —                         | —                         | —                         | Purpendicular           |
| 2003                                                                                                | Haunted                                 | —                         | —                         | —                         | —                         | —                         | —                         | — / —                     | —                         | —                         | —                         | —                         | Bananas                 |
| 2013                                                                                                | All The Time In The World / Hell To Pay | —                         | —                         | —                         | —                         | —                         | —                         | — / —                     | —                         | —                         | —                         | —                         | Now What?!              |
| 2013                                                                                                | Vincent Price                           | —                         | —                         | —                         | —                         | —                         | —                         | — / —                     | —                         | —                         | —                         | —                         | Now What?!              |
| 2013                                                                                                | Above And Beyond                        | —                         | —                         | —                         | 100                       | —                         | —                         | — / —                     | —                         | —                         | —                         | —                         | Now What?!              |
| 2017                                                                                                | Time for Bedlam                         | —                         | —                         | —                         | —                         | —                         | —                         | — / —                     | —                         | —                         | —                         | —                         | Infinite                |
| 2017                                                                                                | All I Got Is You                        | —                         | —                         | —                         | —                         | —                         | —                         | — / —                     | —                         | —                         | —                         | —                         | Infinite                |
| 2017                                                                                                | Johnny's Band                           | —                         | —                         | —                         | —                         | —                         | —                         | — / —                     | —                         | —                         | —                         | —                         | Infinite                |
| 2020                                                                                                | Throw My Bones                          | —                         | —                         | —                         | —                         | —                         | —                         | — / —                     | —                         | —                         | —                         | —                         | Whoosh!                 |
| 2020                                                                                                | Man Alive                               | —                         | —                         | —                         | —                         | —                         | —                         | — / —                     | —                         | —                         | —                         | —                         | Whoosh!                 |
| 2020                                                                                                | Nothing at All                          | —                         | —                         | —                         | —                         | —                         | —                         | — / —                     | —                         | —                         | —                         | —                         | Whoosh!                 |
| « — » indique que l'album n'entre pas dans les classements musicaux des pays ou n'y est pas publié. |                                         |                           |                           |                           |                           |                           |                           |                           |                           |                           |                           |                           |                         |

## Vidéos
- 1985 : Rises Over Japan
- 1988 : Scandinavian Nights
- 1993 : Come Hell or High Water
- 1999 : Total Abandon: Australia '99
- 2000 : In Concert with the London Symphony Orchestra
- 2002 : Perihelion
- 2003 : Concerto for Group and Orchestra
- 2005 : Live in Concert 72/73
- 2005 : Live in California 74
- 2007 : They All Came Down to Montreux
- 2008 : Around the World Live
- 2009 : History, Hits & Highlights '68–'76
- 2011 : Phoenix Rising
- 2011 : Live at Montreux 2011
- 2013 : Perfect Strangers Live